# Žďár (Blanskói járás)
Žďár település Csehországban, a Blanskói járásban. Žďár Sloup, Rájec-Jestřebí, Vavřinec, Kuničky, Němčice és Petrovice településekkel határos. Lakosainak száma 398 fő (2024. január 1.).

## Népesség
A település lakosságának változását az alábbi diagram mutatja:
| Lakosok száma | 532  | 539  | 574  | 439  | 398  | 359  | 401  | 411  | 404  | 398  |
|               | 1869 | 1890 | 1921 | 1950 | 1980 | 2001 | 2017 | 2019 | 2022 | 2024 |